# Некрасово (Подпорожский район)
Некрасово — деревня в Винницком сельском поселении Подпорожского района Ленинградской области.

## История
НЕКРАСОВСКАЯ (ХАРИНА) — деревня при реке Ояти, число дворов — 3, число жителей: 9 м. п., 7 ж. п. (1873 год)

Деревня административно относилась к Винницкой волости 2-го стана Лодейнопольского уезда Олонецкой губернии.

НЕКРАСОВО (ХАРИНА) — деревня Винницкого сельского общества при реке Ояти, население крестьянское: домов — 6, семей — 6, мужчин — 16, женщин — 18, всего — 34; лошадей — 7, коров — 12, прочего — 7. (1905 год)

Деревня Некрасово являлась частью села (куста деревень) Винницы. Согласно карте Ленинградской области Северо-западного аэрогеодезического треста ГГУ издания 1932 года она насчитывала 3 крестьянских двора.

Деревня Грибановская на карте 1932 года

По данным 1933 года деревня Некрасово входила в состав Винницкого вепсского национального сельсовета Винницкого национального вепсского района.

Деревня Некрасово на карте РККА 1940 года

В 1971 году деревни Некрасово, Еремеевская, Савино и Тугарино были объединены в один населённый пункт — деревню Некрасово.
По данным 1966, 1973 и 1990 годов деревня Некрасово также входила в состав Винницкого сельсовета.
В 1997 году в деревне Некрасово Винницкой волости проживали 19 человек, в 2002 году — 14 человек (русские — 71 %, вепсы — 29 %).
В 2007 году в деревне Некрасово Винницкого СП проживали 10 человек.

## География
Деревня расположена в южной части района близ автодороги 41К-016 (Станция Оять — Плотично).
Расстояние до административного центра поселения — 2 км.
Расстояние до ближайшей железнодорожной станции Подпорожье — 87 км.
Деревня находится на левом берегу реки Оять.

## Демография
| 1873 | 1905 | 1997 | 2007 | 2010 | 2017 |
| ---- | ---- | ---- | ---- | ---- | ---- |
| 13   | ↗34  | ↘19  | ↘10  | →10  | ↘1   |

Согласно данным Всероссийской переписи населения 2021 года в деревне постоянного населения не было.

## Улицы
Береговая, Дачная.